# 水仙·馬份
水仙·馬份（英語：Narcissa Malfoy），是英國作者J·K·羅琳的小說系列《哈利波特》中的虛構人物，她作為魯休思·馬份之妻和跩哥·馬份之母。
水仙·馬份的本名為水仙·布萊克（英語：Narcissa Black），是布萊克家族成員。

## 生平
水仙·馬份出身於崇尚純血至上的布萊克家族，她是天鵝星·布萊克三世（Cygnus Black III）與卓雅拉·羅西兒（Druella Rosier）的幼女，其姐姐分別為貝拉·雷斯壯（貝拉·布萊克）和美黛·東施（美黛·布萊克），換句話說，水仙也就是小仙女·東施的阿姨。布萊克家族三姊妹是天狼星·布萊克與獅子阿爾發·布萊克的堂姐。
水仙幼年時曾就讀於霍格華茲，並延續其家族傳統被分派到史萊哲林學院。水仙於畢業後跟同樣出身於純血巫師家族的同學魯休思·馬份結婚，夫婦二人育有獨生子跩哥·馬份，並對其保護性十分強也非常地溺愛。水仙最初被描述為一個身材高挑、苗條的金髮女郎，若非因為她「看起來其鼻子下有一股難聞氣味」的話，她是很有吸引力。雖然其丈夫是其中一個效忠黑魔王佛地魔的食死人，但水仙本人從未正式成為食死人（其手上並沒有黑魔標記）。儘管水仙於表面上似乎確實同意布萊克家族與其丈夫對血統純潔的看法，然而她的行為表明她更關心其家人的福祉，而非協助佛地魔。
儘管水仙在裡作首度登場，並且非常短暫的露面，她跟其丈夫和兒子一起前往觀看魁地奇世界盃，然而她於該系列的角色在裡變得越來越重要。在第六輯小說中，水仙的丈夫正在被囚禁於阿茲卡班，而她的兒子被迫接受佛地魔委派的一項艱鉅而危險的任務——執行刺殺霍格華茲校長鄧不利多，這使憂心兒子安危的水仙變得心煩意亂，幾乎陷入歇斯底里的狀態。水仙與貝拉因此突然到訪石內卜的家，她懇求石內卜幫助跩哥，並要求他立下不破誓，而對方也同意了。水仙亦於小說的後期裡出現，她跟跩哥一起到摩金夫人各式長袍店為他購買新的長袍。此時二人撞上了哈利、榮恩與妙麗。哈利嘲笑水仙的丈夫被送進阿茲卡班，而水仙反過來嘲笑他死去的教父—天狼星·布萊克。水仙還說道：「在我與魯休思重聚之前，哈利將與親愛的天狼星團聚」，以表明她相信哈利很快便會死去。後來跩哥與他的母親一同離開以化解這個局面。
在中，水仙的家在違背其意願下被用作佛地魔與食死人的總部，並關押了幾名俘虜，最終包括了哈利、榮恩和妙麗。當這群人在多比的幫助下逃脫時，佛地魔把水仙與她的家人軟禁在那裡。在該小說的高潮部分，當佛地魔入侵霍格華茲城堡時，馬份一家被其他食死人帶到霍格華茲。當佛地魔在禁忌森林中對哈利施展索命咒後，水仙奉命檢查並確認哈利的死活。當水仙從哈利的身體感覺到他的心跳時，她悄悄地向仍尚存一絲氣息的哈利詢問跩哥是否仍活著在霍格華茲，哈利證實了這一事實。此時水仙知道自己除非跟其他食死人作為「征服軍隊」的一份子才能返回霍格華茲，否則她將無法自由尋找自己的兒子，因此水仙向佛地魔撒謊並宣布哈利已經死亡。後來在最終大戰時，馬份夫婦倆已無心戰鬥，兩人只是一心跟隨隊伍尋找兒子。她在該小說的結尾中，看到她跟其丈夫與兒子一起在眾人慶祝佛地魔死亡時，他們不確定自己該做甚麼和應該有如何的表現。然而，在霍格華茲大戰後，馬份一家設法避免被關進阿茲卡班。由於水仙曾欺騙佛地魔，從而協助並挽救哈利性命的緣故，因其戴罪立功的行為，而讓馬份一家免除了被送到阿茲卡班的刑罰。

## 電影
在哈利波特系列電影中，水仙·馬份由海倫·麥歌莉飾演。水仙在該電影系列中對哈利個人表現出很少敵意，甚至是沒有，只有哈利在馬份莊園之戰鬥當中攻擊跩哥後，她才跟他決鬥。水仙向哈利詢問的問題，以及隨後對佛地魔的謊言都保留在電影中。水仙對最後一戰的反應產生了巨大的變化：她完全無視它，從字面上看到她轉身離開這種情況，讓她置身事外，並帶著跩哥與她在一起，隨後過了一會兒，魯休思也跟了上去。
最初，電影公司跟娜歐蜜·華茲接洽飾演此角色，但遭其經紀人拒絕了。麥歌莉最初獲選為飾演貝拉·雷斯壯的角色，但後來因懷孕而退出；而貝拉·雷斯壯的角色最終到了海倫娜·寶咸·卡特那裡。邁柯瑞認為水仙這個角色「或許是個壞蛋，但她是一個好母親」。電影版中並沒有尋找其兒子的情節，改成水仙、魯休思與跩哥臨陣脫逃。